# Agrostis chinantlae
Agrostis chinantlae é uma espécie de gramínea do gênero Agrostis, pertencente à família Poaceae.